# Lèmur nan de Sheth
El lèmur nan de Sheth (Cheirogaleus shethi) és una espècie de primat de la família dels quirogalèids. És endèmic del nord de Madagascar. Té el dors, les extremitats i el cap de color gris, mentre que el ventre és blanc. Fou anomenat en honor de Brian Sheth, director general de l'ONG Global Wildlife Conservation. Com que fou descoberta fa poc, encara no s'ha avaluat l'estat de conservació d'aquesta espècie.